# Антологија
Антологија (гр. anthos, цвет и legein, изабрати; тј. ἀνθολογία скупљање цвећа) посебна је врста збирке књижевних дела или њихових одломака сачињена према унапред одређеном мерилу или естетском критеријуму приређивача.
Најчешћи критеријуми на основу којих се сачињава антологија су:
1. Избор одређене књижевне врсте или одређеног књижевног жанра (нпр. избор лирских песама, епских песама, приповедака...);
2. Избор књижевних остварења на основу теме (нпр. избор љубавних песама, родољубивих...);
3. Избор књижевних дела по уметничкој вредности (нпр. најбоље бајке)
4. Избор књижевних дела на основу националних мерила (нпр. српске песме, грчке изреке...)
5. Избор дела из једне епохе (нпр. средњовековна поезија).

Обавезан део сваке антологије је предговор у коме аутор образлаже по којим мерилима је антологију саставио . Антологију приређује један или више аутора, најчешће су писци или књижевни критичари. Циљ антологије је да одрази дух и укус времена, мишљење приређивача и мишљење генерације. Првобитно антологија је била збирка епиграма. Аутор прве античке збирке епиграма је Мелеагар из Гадаре. У средњовековној Европи као синоним појму антологија користио се појам florilegium и означавао је збирку одабраних латинских пословица.

## Познате антологије у нашој књижевности
- Антологија новије српске лирике Богдана Поповића (1911)
- Антологија епских народних песама Снежане Самарџије
- Антологија српских народних јуначких песама Војислава Ђурића
- Антологија старе српске поезије Зорице Витић
- Антологија српске поезије за децу Душка Радовића
- Дигитална едиција Антологија српске књижевности[3]

Појам антологија користи се и у музици и представља зборник најбољих музичких остварења.
Израз антологијски употребљава се као епитет уз појам који је по нечему обележио епоху.